# Edward Kruk
Edward Kruk (ur. w 1932 w Radomiu, zm. 10 czerwca 2021) – polski artysta fotograf. Członek rzeczywisty i Artysta Fotoklubu Rzeczypospolitej Polskiej (AFRP). Członek honorowy Fotoklubu Rzeczypospolitej Polskiej. Członek Radomskiego Towarzystwa Fotograficznego.

## Życiorys
Edward Kruk mieszkał i pracował w Radomiu. Ukończył Studium Form Fotograficznych w Warszawie jako Instruktor Fotografii Kategorii „S”. Fotografuje od 1957 roku, kiedy to wystawił po raz pierwszy swoje fotografie na wystawie zbiorowej w Robotniczym Klubie MEWA, działającym przy Radomskiej Wytwórni Papierosów. W 1962 roku został członkiem Radomskiego Towarzystwa Fotograficznego, w którym do roku 2008 pełnił wiele funkcji we władzach RTF.
Edward Kruk był autorem i współautorem wielu wystaw fotograficznych; indywidualnych, zbiorowych, poplenerowych, pokonkursowych. Był pomysłodawcą, organizatorem i redaktorem „Internetowej Galerii Zaproszonych”. Był pomysłodawcą i współorganizatorem cyklicznego konkursu fotograficznego „Radomskie Małe Formaty”. Szczególne miejsce w twórczości Edwarda Kruka zajmowała fotografia wykonywana w dawnych technikach szlachetnych takich jak „fotografia bromowa”, „guma” – do 1994 roku i (ostatnio) fotografia przetworzona cyfrowo.
W 1996 roku Edward Kruk został przyjęty w poczet członków Fotoklubu Rzeczypospolitej Polskiej Stowarzyszenia Twórców (legitymacja nr 064). W 2009 roku został członkiem Zarządu Fotoklubu RP w Warszawie.
Jego prace zaprezentowano w Almanachu (1995–2017), wydanym przez Fotoklub Rzeczypospolitej Polskiej Stowarzyszenie Twórców, w 2017 roku. W 2018 został uhonorowany Medalem „Za Zasługi dla Fotografii Polskiej” – odznaczeniem przyznawanym przez Kapitułę Fotoklubu Rzeczypospolitej Polskiej Stowarzyszenia Twórców – w 100. rocznicę odzyskania przez Polskę niepodległości. W 2020 odznaczony Złotym Medalem „Za Fotograficzną Twórczość” – odznaczeniem ustanowionym przez Zarząd i przyznawanym przez Kapitułę Fotoklubu Rzeczypospolitej Polskiej Stowarzyszenia Twórców, w odniesieniu do obchodów 25-lecia powstania Fotoklubu RP.
Został pochowany 15 czerwca 2021, na cmentarzu rzymskokatolickim w Radomiu.

## Odznaczenia
- Odznaka „Zasłużony Działacz Kultury” (1981)
- Medal 150-lecia Fotografii (1989)
- Srebrna Odznaka Honorowa Federacji Amatorskich Stowarzyszeń Fotograficznych w Polsce
- Srebrny Medal „Zasłużony dla Fotografii Polskiej” (2003)[19]
- Odznaka honorowa „Zasłużony dla Kultury Polskiej” (2013)[19]
- Medal „Za Zasługi dla Fotografii Polskiej” (2018)[20]
- Złoty Medal „Za Fotograficzną Twórczość” (2020)

Źródło